# Zoedia tenuis
Zoedia tenuis là một loài bọ cánh cứng trong họ Cerambycidae.